# عمر كرامي
عمر عبد الحميد كرامي (7 سبتمبر 1934 - 1 يناير 2015). رئيس وزراء لبنان مرتين في عامي 1990-1992 وعام 2004-2005.

## نشأته و عائلته
سياسي لبناني سني من مواليد مدينة طرابلس. وكان أبوه عبد الحميد كرامي رئيس الوزراء، كما أن أخوه رشيد شغل أيضا هذا المنصب. درس في الجامعة الأمريكية ببيروت ومن ثم انتقل إلى القاهرة وحصل على شهادة في القانون من جامعة القاهرة عام 1956. وهو والد الوزير والنائب فيصل عمر كرامي .

## رئاسته للوزراء
شغل منصب رئاسة الوزراء مرتين

### وزارته الأولى
- من 24 ديسمبر 1990 إلى 16 مايو 1992 في عهد الرئيس إلياس الهراوي، وسقطت حكومته بعد مظاهرات بالشارع احتجاجا على الوضع الاقتصادي السيء.

### وزارته الثانية
- من 26 أكتوبر 2004 إلى 28 فبراير 2005 في عهد الرئيس إميل لحود، استقال بعد اغتيال الرئيس رفيق الحريري وإلقاء شقيقته النائب بهية الحريري بكلمة بمجلس النواب ومظاهرات كبيرة عمت الشارع تطالب باستقاله حكومته، وبعد استشارات نيابية أُعيد تعيينه رئيسا للوزراء لكنه فشل بتشكيل حكومة جديدة فاعتذر واستمر بمنصبه كرئيس وزراء تصريف العاجل من الأعمال حتى 19 أبريل 2005.

## حياته السياسية
- عُيّن وزيرا للتربية الوطنية والفنون الجميلة من 25 نوفمبر 1989 حتى 24 ديسمبر 1990 في حكومة الرئيس سليم الحص في عهد الرئيس إلياس الهراوي.
- انتخب نائبا في البرلمان لثلاث دورات
  - في الدور التشريعي الثامن عشر من 1992 إلى 1996.
  - في الدور التشريعي التاسع عشر من 1996 إلى 2000.
  - في الدور التشريعي العشرون من 2000 إلى 2005.

## وفاته
بدأت حالة عمر كرامي الصحية بالتدهور منذ حوالي سنتين. وكان نقل إلى المستشفى منذ شهر ، ودخل بحسب أوساط قريبة منه، في شبه غيبوبة منذ أيام من وفاته. توفي عن عمر ناهز الـ80 عاماً نتيجة مضاعفات مرض السرطان، وذلك صباح الأول من يناير في مستشفى الجامعة الأميركية في بيروت حيث كان يخضع للعلاج.